# Mörttjärnen (Sorsele socken, Lappland, 724675-158814)
Mörttjärnen är en sjö i Sorsele kommun i Lappland och ingår i Umeälvens huvudavrinningsområde. Mörttjärnen ligger i Vindelälven Natura 2000-område.